# HMS Neptune (1683)
Pour les autres navires du même nom, voir HMS Neptune et HMS Torbay.
Le HMS Neptune est un vaisseau de ligne de 2e rang construit pour la Royal Navy. Armé de 90 canons, il est commandé en 1678 et lancé en 1683 à Deptford Dockyard.

## Histoire
Le Neptune entre en service en 1690 sous les ordres du capitaine Thomas Gardiner, en tant que navire amiral du vice-amiral George Rooke. Avec cet équipage, il prend part à la bataille de la Hougue.
Il est remis en chantier à Blackwall Yard, d'où il ressort en 1710, rénové selon les normes établies dans le 1706 Establishment (en). Il est commissionné le 3 février 1711 sous les ordres du capitaine Francis Wyvell, mais, mis en réserve en juillet, il ne prendra part à aucun combat.
Le 18 août 1724, le Neptune est renvoyé à Woolwich Dockyard, d'où il ressort le 17 octobre 1730, reconstruit selon les normes du 1719 Establishment (en). De 1747 à avril 1749, il retourne à Chatham Dockyard pour y être rasé, et en ressort le 23 août 1750 sous le nom de HMS Torbay, 3e rang de 74 canons. Engagé dans la guerre de Sept Ans, il participe en 1759 à la bataille des Cardinaux dans l'escadre de Hawke. Commandé par Augustus Keppel, il y combat tout particulièrement le Thésée qui sombre à quelques encablures de lui.
Le Torbay est vendu à Portsmouth le 17 août 1784 pour y être démantelé, après avoir notamment participé au combat du 18 octobre 1782.